# Myro maculatus
Myro maculatus är en spindelart som beskrevs av Simon 1903. Myro maculatus ingår i släktet Myro och familjen Desidae.
Artens utbredningsområde är Tasmanien. Inga underarter finns listade i Catalogue of Life.